# Јово Тодоровић
Јово Тодоровић (1937 — 2015) био је српски универзитетски професор и политичар. Тодоровић је био професор Београдског универзитета и министар просвете у Влади Мирка Марјановића.

## Биографија
Јово Тодоровић рођен је 5. октобра 1937. године у Бакинцима код Лакташа. Осмогодишњу школу завршио је у Лакташима, а средњу техничку школу завршио је у Крагујевцу са одличним успехом. Машински факултет у Београду уписао је 1960. године и дипломирао у року од четири године. Последипломске студије из области научне организације рада похађао је на Машинском факултету у Београду, где је и магистрирао јуна 1972. године. Докторску тезу радио је, такође на Машинском факултету у Београду на Катедри за организацију, где је докторирао септембра 1975. године.
Након предузећа “Претис“ у коме је започео свој радни век радио је на Машинском факултету у Београду и у Привредној комори Београда. Од 1. априла 1977. године налазио се у сталном радном односу на Факултету организационих наука у Београду, прво као доцент, затим ванредни професор па редовни професор где је након богате и успешне каријере стекао пензију.
У периоду 1983. до 1987. године био је шести по реду декан Факултета организационих наука.

## Политичка каријера
Јово Тодоровић је био високи функционер Социјалистичке партије Србије од оснивања 1990. године. Остао је упамћен по репресивном Закону о универзитету донетом убрзо по његовом постављању на место министра просвете у Влади Републике Србије 1998. године.
Иступио је из Социјалистичке партије Србије после Октобарских промена. У писму Главном одбору СПС-а, Тодоровић је навео да иступа из партије, јер се не слаже са политиком коју у последње време води та странка и њен изборни партнер Југословенска левица.